# IC 797
IC 797 ist eine Balken-Spiralgalaxie mit ausgedehnten Sternentstehungsgebieten vom Hubble-Typ SBc im Sternbild Coma Berenices  am Nordsternhimmel. Sie ist schätzungsweise 92 Millionen Lichtjahre von der Milchstraße entfernt und hat einen Durchmesser von etwa 35.000 Lichtjahren.  Die Galaxie ist unter der Katalognummer VCC 1393 als Mitglied des Virgo-Galaxienhaufens gelistet.
Im selben Himmelsareal befinden sich u. a. die Galaxien NGC 4523, IC 3435, IC 3453, IC 3462.
Das Objekt wurde am 22. April 1892 vom französischen Astronomen Stéphane Javelle entdeckt.